# Lettre supplémentaire
Des lettres supplémentaires viennent enrichir un alphabet :
- lettres supplémentaires de l'alphabet latin ;
- lettres supplémentaires de l'alphabet grec ;
- lettres supplémentaires de l'alphabet arabe ;
- lettres supplémentaires de l'alphabet cyrillique, etc.